# Vrchovany
Vrchovany település Csehországban, Česká Lípa-i járásban. Vrchovany Chlum, Dubá és Skalka u Doks településekkel határos. Lakosainak száma 117 fő (2024. január 1.).

## Népesség
A település lakosságának változását az alábbi diagram mutatja:
| Lakosok száma | 308  | 263  | 235  | 141  | 97   | 116  | 109  | 107  | 107  | 117  |
|               | 1869 | 1900 | 1921 | 1961 | 1980 | 2011 | 2016 | 2019 | 2021 | 2024 |